# Альберт Пік
Альберт Пік (нім. Albert Pick; 15 травня 1922, Кельн — 22 листопада 2015, Гарміш-Партенкірхен) — німецький боніст. Всесвітньо визнаний фахівець паперових грошей, що склав свій перший каталог у 1974 році. Його каталоги банкнот світу широко використовуються колекціонерами банкнот.
Альберт Пік почав збирати свою колекцію в 1930 році. Пізніше він вивчав філософію, літературу та історію, і до 1964 року, коли вирішив присвятити себе боністиці й вивченню паперових грошей і стати визнаним експертом, працював менеджером у видавництві.
Крім своєї основної роботи — «Стандартного каталогу світових паперових грошей» — Пік опублікував безліч книг, за які отримав кілька міжнародних нагород.
Коли його приватна колекція (у той час) 180 000 банкнот стала занадто велика для приватного колекціонера, вона була передана на зберігання Bayerische Hypotheken- і Wechselbank (зараз Unicredit Bank). Альберт продовжував розширювати колекцію в період з 1964 по 1985 рік, як куратор у службі банку.
В останні роки життя жив у німецькому населеному пункті Гарміш-Партенкірхені.